# Tilen Ovniček
Tilen Ovniček (* 17. September 1998) ist ein slowenischer Leichtathlet, der sich auf den Sprint spezialisiert hat.

## Sportliche Laufbahn
Erste internationale Erfahrungen sammelte Tilen Ovniček im Jahr 2017, als er bei den Balkan-Meisterschaften in Novi Pazar mit der slowenischen 4-mal-100-Meter-Staffel in 40,95 s die Silbermedaille gewann. 2019 nahm er an der Sommer-Universiade in Neapel teil und gelangte dort im 100-Meter-Lauf bis in die zweite Runde, in der er dann mit 11,03 s ausschied. 2021 belegte er dann bei den Balkan-Hallenmeisterschaften in Istanbul in 6,85 s den sechsten Platz im 60-Meter-Lauf. 
2019 wurde Ovniček slowenischer Meister im 100-Meter-Lauf und 2020 siegte er in der 4-mal-100-Meter-Staffel. Zudem wurde er 2019 und 2021 Hallenmeister über 60 Meter.

## Persönliche Bestzeiten
- 100 Meter: 10,62 s (+1,3 m/s), 27. Juni 2020 in St. Pölten
  - 60 Meter (Halle): 6,76 s, 13. Februar 2021 in Novo Mesto